# A Good Marriage
A Good Marriage és un thriller psicològic estatunidenc de 2014, basat en la novel·la curta homònima de Stephen King, de la col·lecció del 2010 Full Dark, No Stars. La pel·lícula està dirigida per Peter Askin i protagonitzada per Joan Allen, Anthony LaPaglia, Kristen Connolly i Stephen Lang, amb guió del propi Stephen King.

## Argument
Quan, després de 25 anys de feliç matrimoni, una nit la Darcy (Joan Allen) descobreix el sinistre secret del seu marit (Anthony LaPaglia) forgant entre les seves coses del garatge quan aquest és fora de viatge, ha de prendre mesures dràstiques per a evitar que quedi al descobert per tal de protegir els seus propis fills.

## Repertori
- Joan Allen: Darcy Anderson
- Anthony LaPaglia: Bob Anderson
- Kristen Connolly: Petra Anderson
- Stephen Lang: Holt Ramsay
- Cara Buono: Betty Pike
- Mike O'Malley: Bill Gaines
- Theo Stockman: Donnie Anderson

## Al voltant de la pel·lícula
Quan es va anunciar la pel·lícula va causar controvèrsia quan Stephen King va dir que havia estat influït per l'assassí en sèrie Dennis Rader. Kerri Rawson, la filla de Rader, va dir que King estava explotant les víctimes del seu pare inspirant-se en la vida d'aquest.